# Округ Голден Вали (Северна Дакота)
Голден Вали (енгл. Golden Valley County) је округ у америчкој савезној држави Северна Дакота.

## Демографија
По попису из 2010. године број становника је 1.680, што је 244 (-12,7%) становника мање него 2000. године.
| Група             | 2000.         | 2010.         |
| Белци             | 1.870 (97,2%) | 1.613 (96,0%) |
| Афроамериканци    | 0 (0,0%)      | 10 (0,6%)     |
| Азијати           | 2 (0,1%)      | 1 (0,1%)      |
| Хиспаноамериканци | 20 (1,0%)     | 35 (2,1%)     |
| Укупно            | 1.924         | 1.680         |